# Павский переулок
Па́вский переулок — переулок в Выборгском районе Санкт-Петербурга, в историческом районе Озерки. Проходит от Варваринской до Береговой улицы, в которую переходит у Верхнего Суздальского озера.

## История
Название переулка известно с конца XIX века.

## Пересечения
С востока на запад Павский переулок пересекают следующие улицы:
- Варваринская улица — Павский переулок примыкает к ней;
- Береговая улица — Павский переулок переходит в неё.

## Транспорт
Ближайшая к Павскому переулку станция метро — «Озерки» 2-й (Московско-Петроградской) линии (около 600 м по прямой от начала переулка).
Движение наземного общественного транспорта по переулку отсутствует.
Ближайшая к Павскому переулку железнодорожная платформа — Озерки (около 650 м по прямой от конца переулка).

## Общественно значимые объекты
- Верхнее Суздальское озеро (у конца переулка)